# Illemtan (Erdély)
Illemtan – a társadalmi érintkezés, a jó modor, az udvariasság szabályainak összességét tartalmazó kézikönyv; a szabadidő-irodalom egyik legkorábban kialakult csoportja. Ez a cikk ennek erdélyi gyakorlatával és irodalmával foglalkozik.

## 19. század
Az ide sorolható művek létrejöttét a polgárosodó társadalom kialakulása határozta meg; a korai illemtanok majd mindegyikében kimutatható, miképpen igyekszik a polgár – elsősorban a kispolgár – külsőségekben alkalmazkodni a rangban, vagyonban fölötte állók viselkedéséhez. Ez jellemzi a legkorábbi magyar nyelvű illemtanainkat is, bár ezek jó része inkább egyfajta kalauz az illemszabályokat tánc- és illemtanároktól tanfolyamon már elsajátított fiatalok számára. Iskolapéldája ennek a könyvtípusnak a Stein János kolozsvári nyomdájában kiadott Szerelmi levelező, vagyis irányadó, miképpen kell mindennemű szerelmi, úgymint szerelmi viszonyt kezdő, szerelmi viszony alatti, újévi, születés- és névnapi, szemrehányó, értesítő s nőül kérő leveleket szerkeszteni, a szerelmesek hasznára (Kolozsvár, 1878. IV. kiad.), amelyben nem csupán dagályos stílusban fogalmazott levélminták találhatók, de megtanulásra javallott szerelmes versek, emlékkönyvbe való idézetek, horoszkópok, különféle társasjátékok is.

## A két világháború közt
Hasonló művet évtizedekkel később a Brassói Lapok könyvosztálya jelentetett meg, címe: Szerelmi levelező. Fiatalok tanácsadója a legkülönfélébb alkalmakra szolgáló levélmintákkal. A főbb tartalma ezenkívül: A társasélet illemszabályai, színnyelv, virágnyelv, legyezőnyelv, bélyegnyelv, a napok és órák megjelölése virágnyelv útján, emlékversek (Brassó, 1925), később pedig Nagy Samu marosvásárhelyi könyvnyomdája Szerelmi levelező, a szerelmesek postája, füzet, mely falun nélkülözhetetlen (Marosvásárhely, 1940) címmel.
E névtelen és igénytelen kiadványokkal szemben Vámszer Géza Ízlés, modor, divat (Székelyudvarhely, 1928) c. könyve már a korszerű ízlésformálás szándékával készült. Szerzője korának ízlésformáló elveit népszerűsíti szép kiállítású, saját rajzaival illusztrált könyvében, „együtt tárgyalván ízlést, modort, divatot, a társadalmi élet és berendezkedés kérdéseiben útmutatásokkal szolgál úgy az ifjúságnak, mint minden társadalmi osztályunknak.” Az elmondottakon kívül a kötet olvasója találkozik a lakáskultúra, a környezetalakítás, valamint a hagyományos illemtanok nagy kérdésköreivel – az illemszabályokkal, viselkedési szabályokkal, öltözködéssel, kozmetikával – is. Címétől részben eltérően illemtan is Krón Ernő Mit kell tudni a lányoknak a házasság előtt? A jó házasság titka tapasztalt anyák és okos asszonyok tanácsai szerint (Marosvásárhely, 1933) c. könyve, akárcsak Bianchini Stella: Hogyan udvaroljunk? (Temesvár, 1937) vagy Kunz Henrietta: A hódítás művészete (Lugos, 1937) kötete; ez utóbbi kettő azonban már-már a ponyvaízű pikantéria határát súrolja.

## 1944–1976 közt
1944-et követően meglehetősen későn terelődött a figyelem a társadalmi érintkezés, a jó modor, a viselkedés szabályaira. Hosszú ideig az volt ugyanis a felfogás, hogy a szocialista ideológia és erkölcs térhódításával maguktól elterjednek az új viselkedési normák is. A régi illemszabályokat a polgári erkölcs kifejeződéseinek tekintették és utasították el. Később az iskolára hárult a viselkedési szabályok elsajátíttatásának feladata, amely ennek természetszerűen nem tudott egymagában megfelelni. A társadalmi igényt először az 1960-as évek közepén a Dolgozó Nő és az Ifjúmunkás vette észre, s tételes szabályok vagy ún. fumettik (fénykép-történetek) közlésével próbálta a felnőttek, ill. az ifjúság között népszerűsíteni az elemi jó modor korszerűsített szabályait, vagy cikksorozatokban tűzte tollhegyre a fiatalok viselkedésében mutatkozó devianciákat. Ilyen cikksorozatból született meg Dali Sándor Le a kalappal (1967) c. könyve, amely nem sokkal később németül, egy évtizeddel később pedig, általánosabb hangvételű változatban, Mindenki viselkedik (1977) címmel másodszor is megjelent.
Közben az Előre Kiskönyvtár sorozatába iktatta Szőcs István Más is ember (1975) c. könyvét; ez már a szocialista etika és a lélektan oldaláról közelíti és haladja meg az illemtanok hagyományos kérdéskörét, bár azon belül is korszerű ismereteket közvetít, s szentenciózus hangvételű szabályok helyett a mai élethelyzeteknek megfelelő magatartási normákat igyekszik megfogalmazni. Róna Éva helyenként már a nemzetközi társas érintkezés igényeit is figyelembe vevő könyve: Hogyan viselkedjünk? Illem, udvariasság, jó modor (1976) tartalmában szintén korszerű, de megfogalmazásainak szentenciózus volta, vélt és valós stílustalanságai miatt heves sajtókritikát váltott ki.
A téma továbbra is foglalkoztatta a folyóiratokat. A Dolgozó Nő állandó rovatot tartott fenn Illemszótár címmel, s rendszeresen teret adott ilyen kérdések taglalásának az Ifjúmunkás. Illemtani vonatkozású kérdéseket is tárgyal a Politikai Kiadónál megjelent Lányok könyve (1972) és Fiúk könyve (é.n.), vagy Erős Blanka Lányoknak fiúkról (1976) c. kötete.

## Vőfélykönyvek
Az illemtanhoz sorolhatók a falusi lakodalmak hagyományos rendjét megszabó ún. vőfélykönyvek. Csűry Bálint 1924-ben adta ki néprajzi szempontból is értékelt vőfélykönyvét, Magyar lakodalom. (Kolozsvár, 1924), amelynek népszerűségét 1938-ban megjelent új kiadása is bizonyítja. Ugyancsak a közönségigényt jelzi a Vass Béla és Kovács Ferenc "vőfélyek" összeállításában készült Lakodalmi hívogató (Marosvásárhely, 1940), ez rímes sorokban a Nyárád menti lakodalom egyes mozzanatait követi. A közölt vőfélyszöveg, ill. a lakodalom többi szereplőjének verses mondókája feltehetőleg a századfordulón íródott kántorrigmus, s kéziratos füzetként terjedhetett faluról falura, mígnem kellő üzleti érzékkel nyomtatásban nem kanonizálták a szöveget. Az ilyen és hasonló kiadványok hatását máig meg lehet figyelni a széki lakodalom vőfélyszövegében, amely feltehetően a marosvásárhelyi kiadvány gerincére épül.